# Nederland (Texas)
Nederland es una ciudad ubicada en el condado de Jefferson en el estado estadounidense de Texas. En el Censo de 2010 tenía una población de 17.547 habitantes y una densidad poblacional de 1.160,89 personas por km².

## Geografía
Nederland se encuentra ubicada en las coordenadas 29°58′15″N 94°0′1″O / 29.97083, -94.00028. Según la Oficina del Censo de los Estados Unidos, Nederland tiene una superficie total de 15.12 km², de la cual 14.78 km² corresponden a tierra firme y (2.19%) 0.33 km² es agua.

## Demografía
Según el censo de 2010, había 17.547 personas residiendo en Nederland. La densidad de población era de 1.160,89 hab./km². De los 17.547 habitantes, Nederland estaba compuesto por el 87.8% blancos, el 4.01% eran afroamericanos, el 0.31% eran amerindios, el 2.8% eran asiáticos, el 0.02% eran isleños del Pacífico, el 3.36% eran de otras razas y el 1.7% pertenecían a dos o más razas. Del total de la población el 10.66% eran hispanos o latinos de cualquier raza.